# 일강 (알자스)

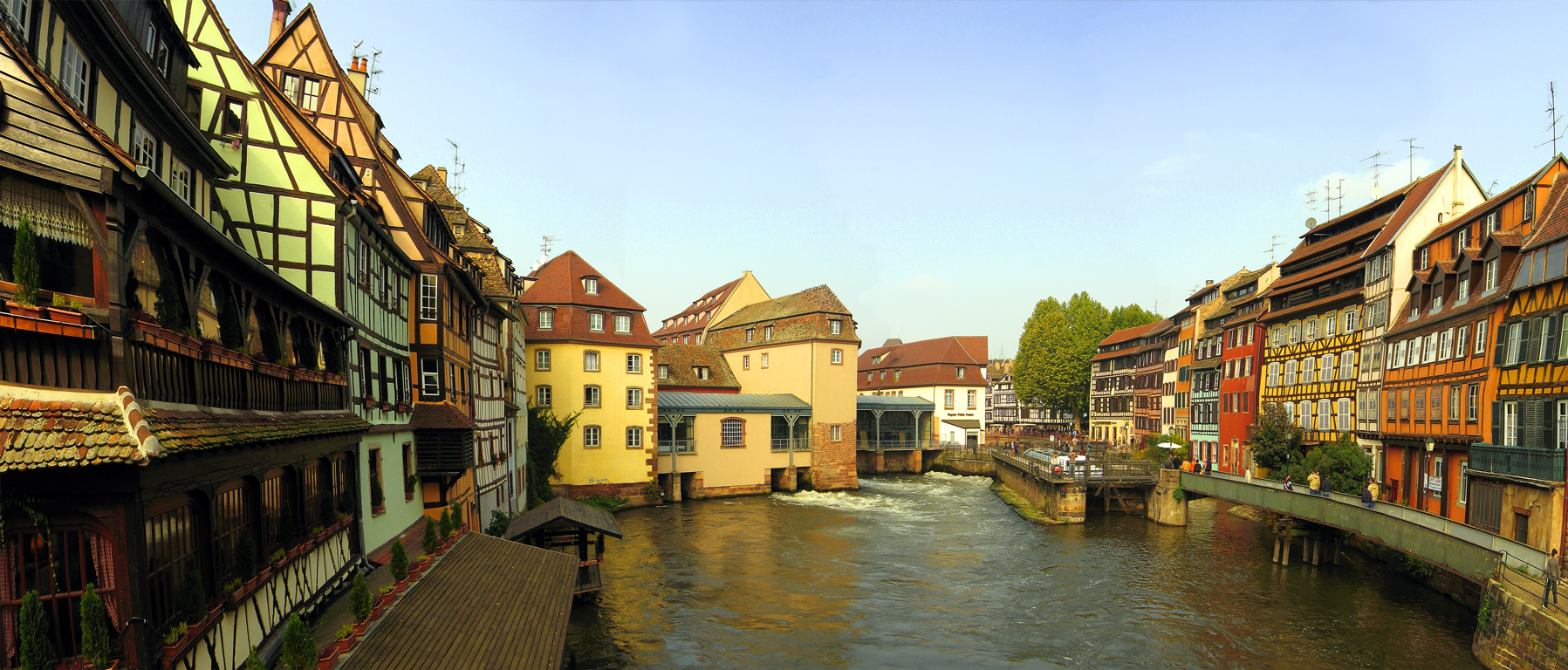
스트라스부르를 흐르는 일강

일강(프랑스어: Ill)은 프랑스 북동부에 위치한 알자스 지방의 강으로 길이는 223km, 수원지의 높이는 570m, 유역 면적은 4,760km2이다.
라인강 좌안을 형성하는 지류이며 쥐라산맥에서 발원한다. 스트라스부르를 비롯한 알자스 지방을 북쪽으로 흐른 다음에 라인강과 합류한다.